# Woodland, Kalifornien
Woodland är en stad (city) i Yolo County, i delstaten Kalifornien, USA. Enligt United States Census Bureau har staden en folkmängd på 55 806 invånare (2011) och en landarea på 39,6 km². Woodland är huvudort i Yolo County.